# Wilhelm von Ramming
Wilhelm svobodný pán Ramming z Riedkirchenu (německy Wilhelm Freiherr Ramming von Riedkirchen) (30. června 1815 Nemošice – 1. července 1876 Karlovy Vary) byl rakouský generál. Jako absolvent vojenské akademie sloužil v armádě od roku 1834, vyznamenal se revolučních letech 1848–1849 v Itálii a Uhrách, kdy získal několik ocenění v Rakousku i v zahraničí a v roce 1851 byl povýšen na barona. Poté působil jako štábní důstojník v Haliči, Uhrách i ve Vídni přímo na generálním štábu. Jako vojevůdce selhal v prusko-rakouské válce v roce 1866, kdy byl poražen v bitvě u Náchoda. I po prohrané válce pokračoval v kariéře, zastával funkce zemského velitele v Sedmihradsku (1867–1869) a na Moravě (1869–1874). Ve vojsku dosáhl druhé nejvyšší hodnosti polního zbrojmistra (1868) a svou kariéru zakončil v čestné funkci velitele jedné z císařských gard.

## Život

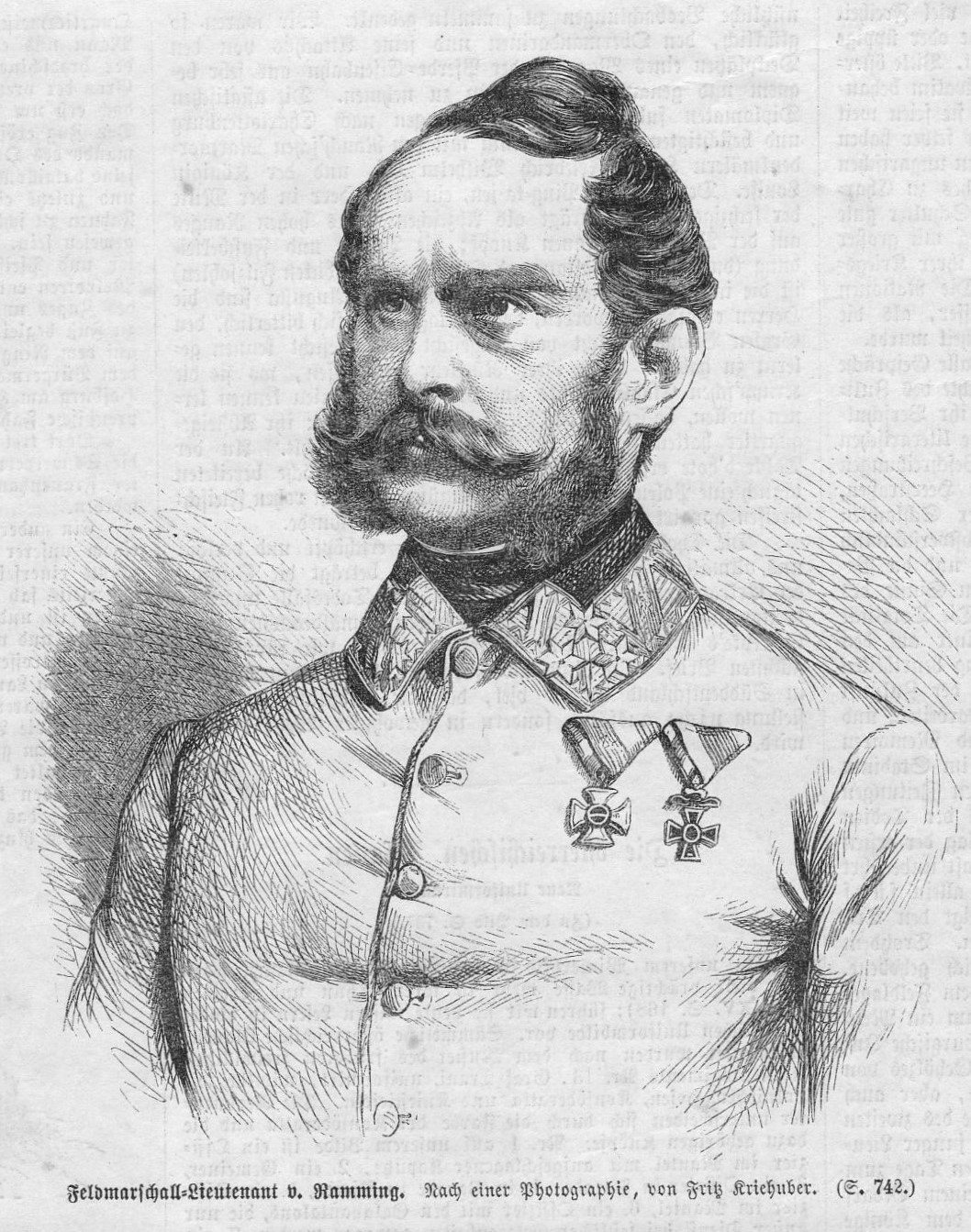
Polní podmaršál Wilhelm von Ramming (1866)

Pocházel z rodiny původem ze Saska, byl synem c. k. podplukovníka Wilhelma Ramminga. Studoval na Tereziánské vojenské akademii ve Vídeňském Novém Městě a do armády vstoupil v roce 1834 jako poručík u 7. kyrysnického pluku v Uhrách. U této jednotky strávil pět let, v roce 1839 byl povýšen na nadporučíka a přidělen ke sboru důstojníků generálního štábu. V roce 1845 byl povýšen na kapitána a jako štábní důstojník sloužil v Pešti. V revolučních letech 1848–1849 byl nejprve štábním důstojníkem záložního sboru podmaršála Weldena v severní Itálii a během bojů v Itálii se zúčastnil dobytí Trevisa a Boloni. V roce 1849 byl povýšen na majora a v druhé fázi války v Itálii působil ve štábu Julia von Haynau, který ocenil jeho schopnosti a vyžádal si jej jako štábního důstojníka i pro tažení proti povstalcům v Uhrách. Ještě během roku 1849 byl v rychlém sledu povýšen na podplukovníka a plukovníka. Po porážce maďarské revoluce setrval ještě krátce jako náčelník štábu zemského velitelství v Pešti, poté byl povolán do sekce vojenských dějin na generální štáb a jako spisovatel zpracoval průběh tažení v Uhrách. Poté se vrátil k vrchnímu velitelství do Uher, kde ve štábu arcivévody Albrechta zastával funkci ředitele operační kanceláře a později náčelníka štábu.
V roce 1854 byl povýšen do hodnosti generálmajora a stal se velitelem brigády u 2. armádního sboru v Krakově, jako brigádní velitel byl v roce 1857 přeložen k 3. armádnímu sboru do Vídně. S touto brigádou se účastnil roku 1859 války se Sardinií a bitvy u Magenty. V červnu 1859 byl přidělen jako zástupce náčelníka generálního štábu generálu Hessovi, k datu 28. června 1859 byl zároveň povýšen do hodnosti polního podmaršála. Po prohrané válce se znovu vrátil do Budapešti, kde byl náčelníkem štábu generála Benedeka, od roku 1861 působil na ministerstvu války. V roce 1862 dočasně opustil aktivní službu, ale o dva roky později se k armádě vrátil a v letech 1864–1866 byl velitelem 6. armádního sboru v Uhrách.
Za prusko-rakouské války byl se svým sborem zařazen do Benedekovy tzv. Severní armády ve východních Čechách. V bitvě u Náchoda utrpěl citelnou porážku, musel ustoupit a v dalších střetnutích u bitvě u České Skalice a bitvě u Hradce Králové tvořil jeho sbor zálohu vojska. Na rozdíl od jiných vysokých velitelů, kteří byli postaveni před válečný soud a odesláni do penze (Ludwig von Benedek, Eduard Clam-Gallas, Alfred von Henikstein) mohl Ramming především ke svým předchozím zásluhám zůstat v aktivní službě. Po Mikulovském míru (1866) krátce velel v Praze a v roce 1868 dosáhl druhé nejvyšší vojenské hodnosti polního zbrojmistra. V letech 1867–1869 byl zemským velitelem v Sedmihradsku se sídlem v Sibiu. Následně v letech 1869–1874 zastával funkci zemského velitele pro Moravu a Slezsko se sídlem v Brně. V roce 1874 byl povolán do Vídně a převzal čestnou hodnost kapitána jedné z císařských gard (Kaiserlich-Königliche Erste Arcièren-Leibgarde).

## Tituly a ocenění
Od dětství užíval šlechtický titul rytíře, který získal jeho otec v roce 1824. Během vojenské kariéry byl mnohokrát vyznamenán především v souvislosti se svou účastí na taženích v Itálii a Uhrách v letech 1848–1849. Jako nositel prestižního Řádu Marie Terezie byl v roce 1851 povýšen do stavu svobodných pánů. Od roku 1860 byl čestným majitelem pěšího pluku č. 72 dislokovaného v Prešpurku. Jako velitel armádního sboru obdržel v roce 1865 titul c. k. tajného rady s nárokem na oslovení Excelence. V roce 1874 byl jmenován doživotním členem rakouské Panské sněmovny.

### Rakousko-Uhersko
- Řád železné koruny III. třídy s válečnou dekorací (1848)
- Vojenský záslužný kříž s válečnou dekorací (1848)
- rytířský kříž Leopoldova řádu s válečnou dekorací (1849)
- rytíř Vojenského řádu Marie Terezie (1850)
- Řád železné koruny II. třídy s válečnou dekorací (1859)
- Řád železné koruny I. třídy (1874)

### Zahraničí
- rytířský kříž Řádu sv. Silvestra (1843, Papežský stát)
- Řád svaté Anny II. třídy s meči (1849, Rusko)
- Řád sv. Jiří IV. třídy (1849, Rusko)
- Řád červené orlice III. třídy (1850, Prusko)
- velkokříž Řádu svatého Řehoře Velikého (1850, Papežský stát)
- rytířský kříž Řádu meče (1851, Švédsko)
- Řád červené orlice II. třídy (1853, Prusko)
- velkokříž Řádu Albrechtova (1866, Sasko)

## Dílo
Der Feldzug in Ungarn und Siebenbürgen im Januar 1849; Pešť, 1850 